# Corte Suprema de Kentucky

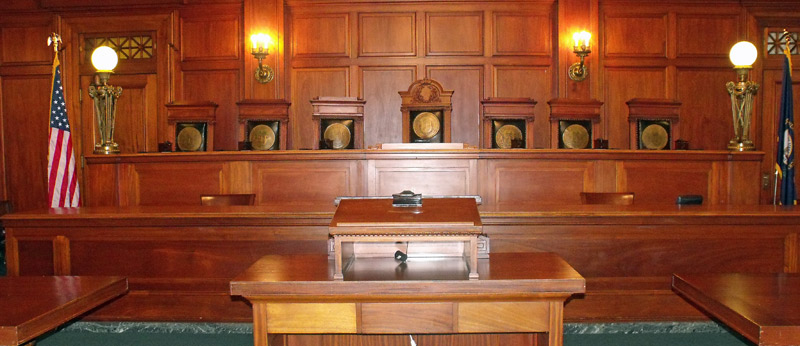
Cámara principal de la Corte.

La Corte Suprema de Kentucky es el tribunal más importante en el estado de Kentucky. Fue creado en 1975 por una enmienda constitucional que reformó la Corte de Apelación de Kentucky, que delegó sus funciones a la Corte de Apelaciones Intermedias de Kentucky.
Su sede se encuentra en el Capitolio estatal de la capital Frankfort. Tiene siete jueces, cada uno de los cuales se elige por un plazo de ocho años para cada uno de los siete distritos geográficos. Las fechas en las que se acaban los plazos de los jueces se escalonan, así no todos van a elección los mismos años. Las justicias eligen uno de su número para servir un término de cuatro años como principal justicia.
Cuando se pide condena de muerte, se quiere denegar una condena de muerte o cualquier condena importante o que supere los 20 años de cárcel va a la Corte Suprema de Kentucky, puente del tribunal de apelación de Kentucky. Otras súplicas se oyen en a base discrecional en súplica del tribunal de apelación de Kentucky.
El Tribunal Supremo de Kentucky promulga las reglas de la corte y las reglas de la evidencia y es el árbitro final para las admisiones de condenas de cárcel y disciplina.